# Vesles-et-Caumont
Pour les articles homonymes, voir Caumont.
Vesles-et-Caumont est une commune française située dans le département de l'Aisne, en région Hauts-de-France.

## Géographie

### Localisation
- 1Carte dynamique
- 2Carte OpenStreetMap
- 3Carte topographique
- 4Carte avec les communes environnantes
- 5Entrée du village

### Hydrographie
La commune est située dans le bassin Seine-Normandie. Elle est drainée par Ravin le Cornu, le cours d'eau 01 de la Vallée Macaire et un autre petit cours d'eau,.
La Souche, d'une longueur de 32 km, prend sa source dans la commune de Sissonne et se jette  dans la Serre à Crécy-sur-Serre, après avoir traversé douze communes.

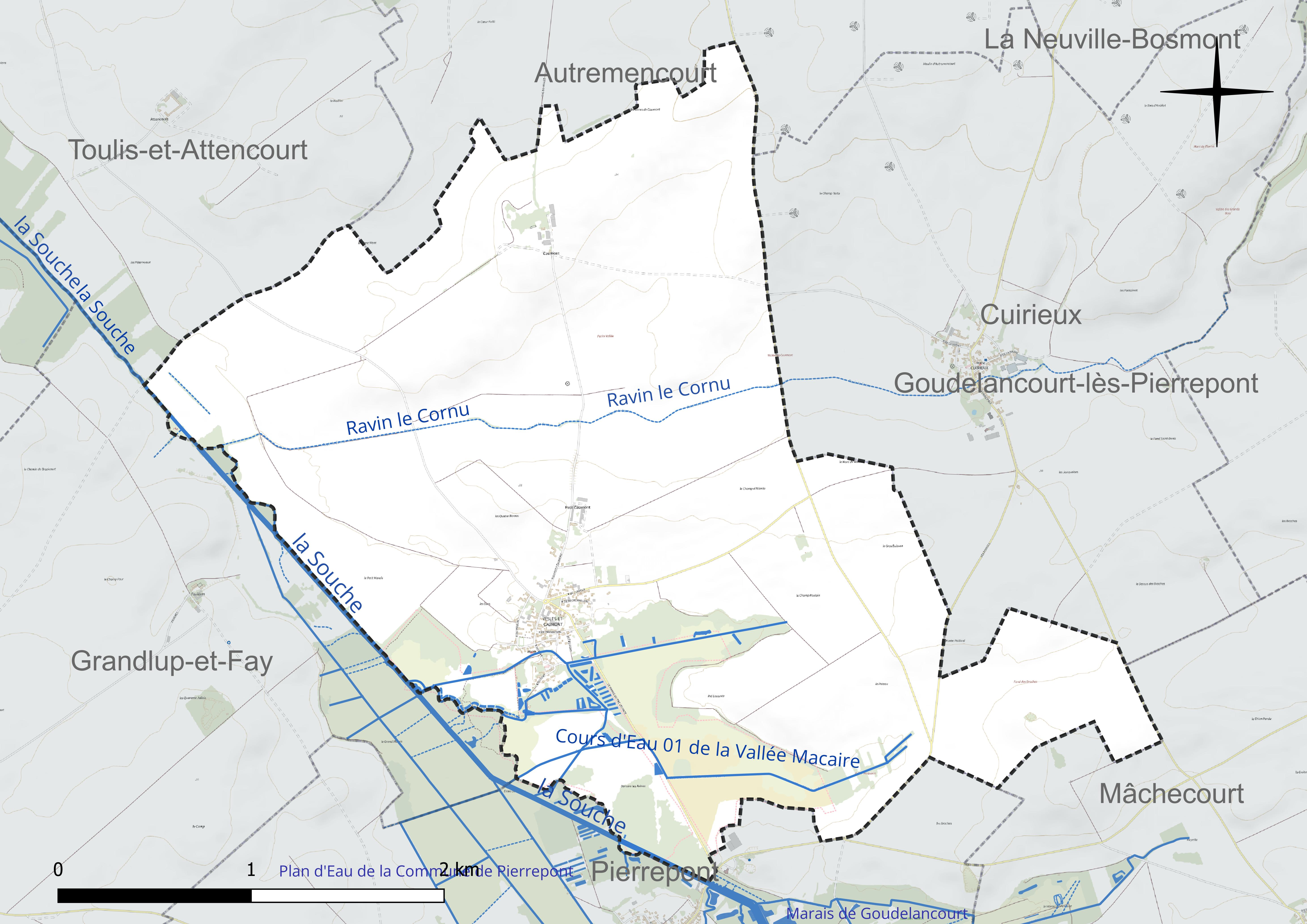
Réseau hydrographique de Vesles-et-Caumont.

### Climat
Pour des articles plus généraux, voir Climat des Hauts-de-France et Climat de l'Aisne.
En 2010, le climat de la commune est de type climat océanique dégradé des plaines du Centre et du Nord, selon une étude du CNRS s'appuyant sur une série de données couvrant la période 1971-2000. En 2020, Météo-France publie une typologie des climats de la France métropolitaine dans laquelle la commune est exposée à un climat océanique altéré et est dans la région climatique Nord-est du bassin Parisien, caractérisée par un ensoleillement médiocre, une pluviométrie moyenne régulièrement répartie au cours de l'année et un hiver froid (3 °C).
Pour la période 1971-2000, la température annuelle moyenne est de 10,2 °C, avec une amplitude thermique annuelle de 15,4 °C. Le cumul annuel moyen de précipitations est de 724 mm, avec 11,6 jours de précipitations en janvier et 9,1 jours en juillet. Pour la période 1991-2020, la température moyenne annuelle observée sur la station météorologique la plus proche, située sur la commune de Gizy à 8 km à vol d'oiseau, est de 11,0 °C et le cumul annuel moyen de précipitations est de 724,1 mm,. Pour l'avenir, les paramètres climatiques de la commune estimés pour 2050 selon différents scénarios d'émission de gaz à effet de serre sont consultables sur un site dédié publié par Météo-France en novembre 2022.

## Urbanisme

### Typologie
Au 1er janvier 2024, Vesles-et-Caumont est catégorisée commune rurale à habitat dispersé, selon la nouvelle grille communale de densité à 7 niveaux définie par l'Insee en 2022.
Elle est située hors unité urbaine. Par ailleurs la commune fait partie de l'aire d'attraction de Laon, dont elle est une commune de la couronne,. Cette aire, qui regroupe 106 communes, est catégorisée dans les aires de 50 000 à moins de 200 000 habitants,.

### Occupation des sols
L'occupation des sols de la commune, telle qu'elle ressort de la base de données européenne d'occupation biophysique des sols Corine Land Cover (CLC), est marquée par l'importance des territoires agricoles (83,2 % en 2018), en diminution par rapport à 1990 (86,1 %). La répartition détaillée en 2018 est la suivante : 
terres arables (81 %), zones humides intérieures (12,9 %), zones urbanisées (3,1 %), zones agricoles hétérogènes (1,9 %), forêts (0,9 %), prairies (0,2 %).
L'évolution de l'occupation des sols de la commune et de ses infrastructures peut être observée sur les différentes représentations cartographiques du territoire : la carte de Cassini (XVIIIe siècle), la carte d'état-major (1820-1866) et les cartes ou photos aériennes de l'IGN pour la période actuelle (1950 à aujourd'hui).

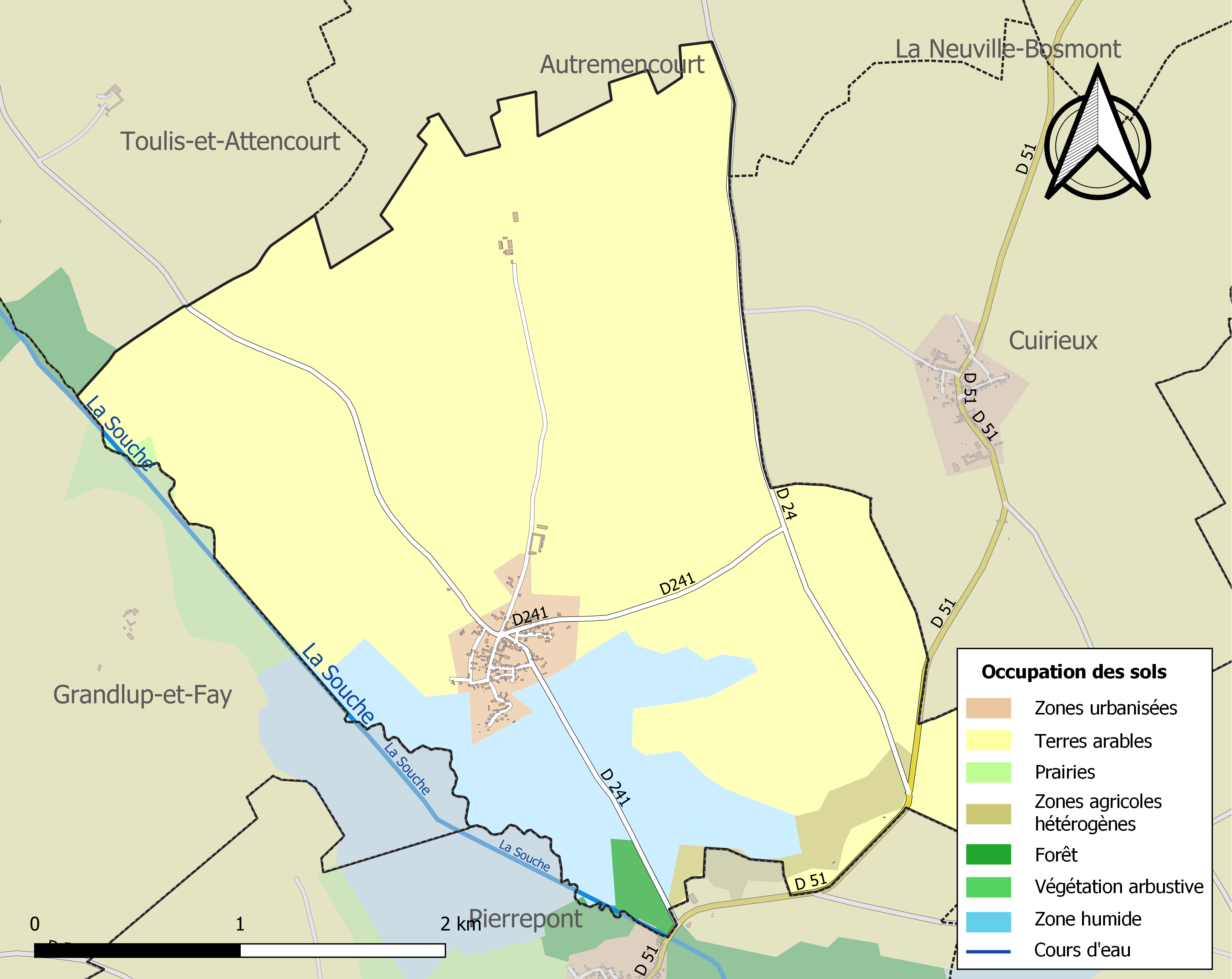
Carte de l'occupation des sols de la commune en 2018 (CLC).

## Toponymie
Le nom de la localité est attesté sous les formes Veele (1113) ; Veela (1160) ; Vehela (vers 1167) ; Vitella (1223) ; Vitula (1278) ; Velle-emprès-Pierrepont (1436) ; Veelle (1444) ; Veesle (1474) ; Veesles (1486) ; Vesle (1488) ; Veel (1499) ; Vesle-lez-Pierrepont (1566) ; Paroisse de Saint-Martin-de-Vesles (1707) ; Velles (1777).
Caumont, est le nom d'une ancienne ferme de la commune, attesté sous les formes Molendinum curtis et terre de Coumont (1167) ; Curia de Colmont (1177) ; Comont (1249) ; Cosmont (1710).

Caumont est à l'origine un toponyme normand, picard et occitan qui correspond au français Chaumont. C'est un composé des éléments romans chals / caux, issus du latin calvus qui signifie « chauve » (forme jadis féminine, le masculin ayant été refait sur le féminin) et de mont issu du latin mons et qui signifie « colline, hauteur, éminence, mont. ». Soit le « Mont Chauve ».

## Histoire
La commune fut le théâtre de combats impliquant le bataillon mixte du Pacifique.

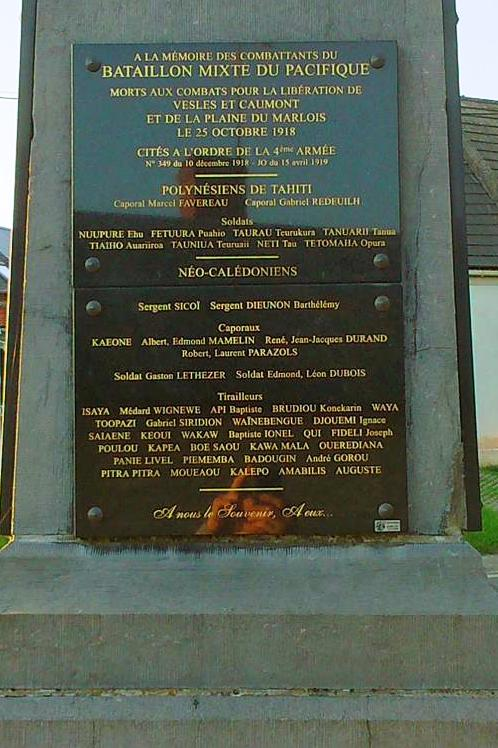
Stèle commémorant le bataillon mixte du Pacifique.

## Politique et administration

### Découpage territorial
La commune de Vesles-et-Caumont est membre de la communauté de communes du Pays de la Serre, un établissement public de coopération intercommunale (EPCI) à fiscalité propre créé le 17 décembre 1992 dont le siège est à Crécy-sur-Serre. Ce dernier est par ailleurs membre d'autres groupements intercommunaux.
Sur le plan administratif, elle est rattachée à l'arrondissement de Laon, au département de l'Aisne et à la région Hauts-de-France. Sur le plan électoral, elle dépend du  canton de Marle pour l'élection des conseillers départementaux, depuis le redécoupage cantonal de 2014 entré en vigueur en 2015, et de la troisième circonscription de l'Aisne  pour les élections législatives, depuis le dernier découpage électoral de 2010.

### Administration municipale
| Période                                  | Période                       | Identité         | Étiquette | Qualité                                        |
| ---------------------------------------- | ----------------------------- | ---------------- | --------- | ---------------------------------------------- |
| Les données manquantes sont à compléter. |                               |                  |           |                                                |
| avant 1988                               | ?                             | Roger Prévot     |           |                                                |
| mars 2001                                | mars 2008                     | Chantale Collin  |           |                                                |
| mars 2008                                | mars 2014                     | Sylvie Letot     |           |                                                |
| mars 2014                                | En cours (au 14 juillet 2020) | Olivier Jonneaux | SE        | Agent technique Réélu pour le mandat 2020-2026 |

## Démographie
L'évolution du nombre d'habitants est connue à travers les recensements de la population effectués dans la commune depuis 1793. Pour les communes de moins de 10 000 habitants, une enquête de recensement portant sur toute la population est réalisée tous les cinq ans, les populations de référence des années intermédiaires étant quant à elles estimées par interpolation ou extrapolation. Pour la commune, le premier recensement exhaustif entrant dans le cadre du nouveau dispositif a été réalisé en 2004.

En 2022, la commune comptait 243 habitants, en évolution de +7,05 % par rapport à 2016 (Aisne : −1,97 %, France hors Mayotte : +2,11 %).
| 1793 | 1800 | 1806 | 1821 | 1831 | 1836 | 1841 | 1846 | 1851 |
| ---- | ---- | ---- | ---- | ---- | ---- | ---- | ---- | ---- |
| 198  | 251  | 264  | 296  | 403  | 426  | 472  | 474  | 482  |

| 1856 | 1861 | 1866 | 1872 | 1876 | 1881 | 1886 | 1891 | 1896 |
| ---- | ---- | ---- | ---- | ---- | ---- | ---- | ---- | ---- |
| 472  | 472  | 468  | 456  | 482  | 476  | 416  | 457  | 421  |

| 1901 | 1906 | 1911 | 1921 | 1926 | 1931 | 1936 | 1946 | 1954 |
| ---- | ---- | ---- | ---- | ---- | ---- | ---- | ---- | ---- |
| 420  | 432  | 408  | 248  | 264  | 268  | 297  | 267  | 295  |

| 1962 | 1968 | 1975 | 1982 | 1990 | 1999 | 2004 | 2006 | 2009 |
| ---- | ---- | ---- | ---- | ---- | ---- | ---- | ---- | ---- |
| 243  | 233  | 198  | 178  | 182  | 194  | 186  | 187  | 231  |

| 2014 | 2019 | 2022 | - | - | - | - | - | - |
| ---- | ---- | ---- | - | - | - | - | - | - |
| 232  | 238  | 243  | - | - | - | - | - | - |

## Lieux et monuments
- Église Saint-Martin

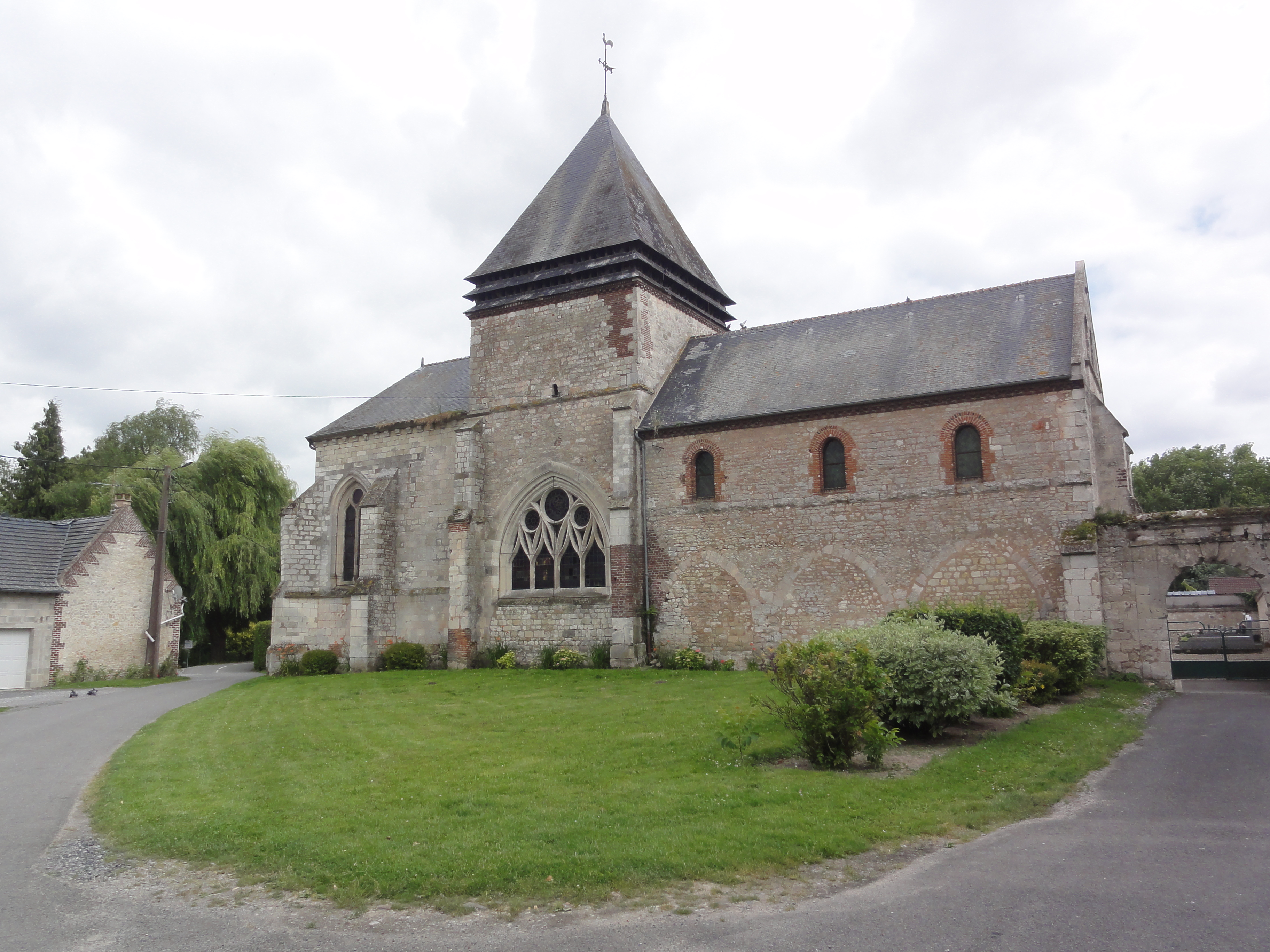
L'église.
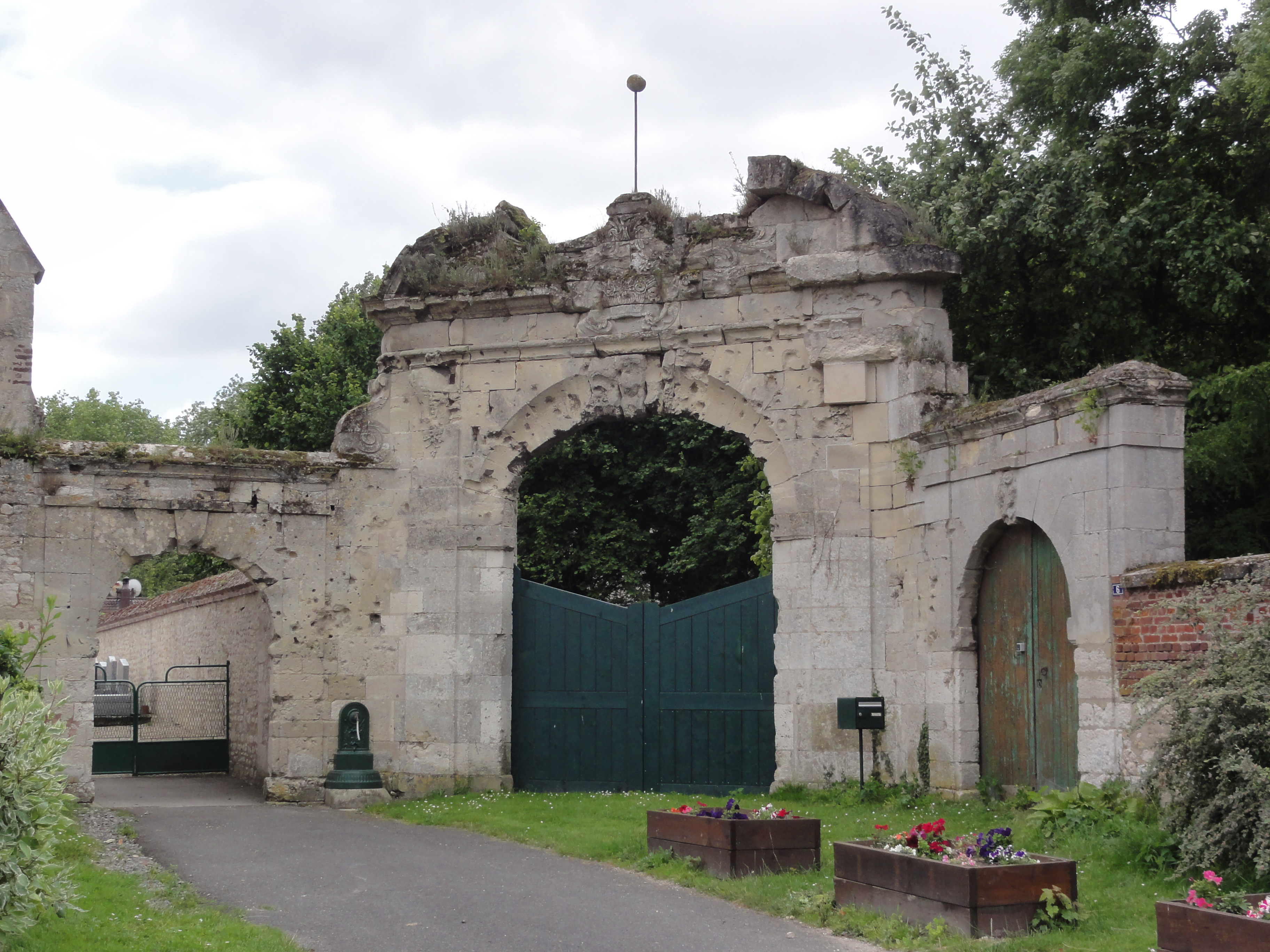
Porche-entrée du fort à côté de l'église.
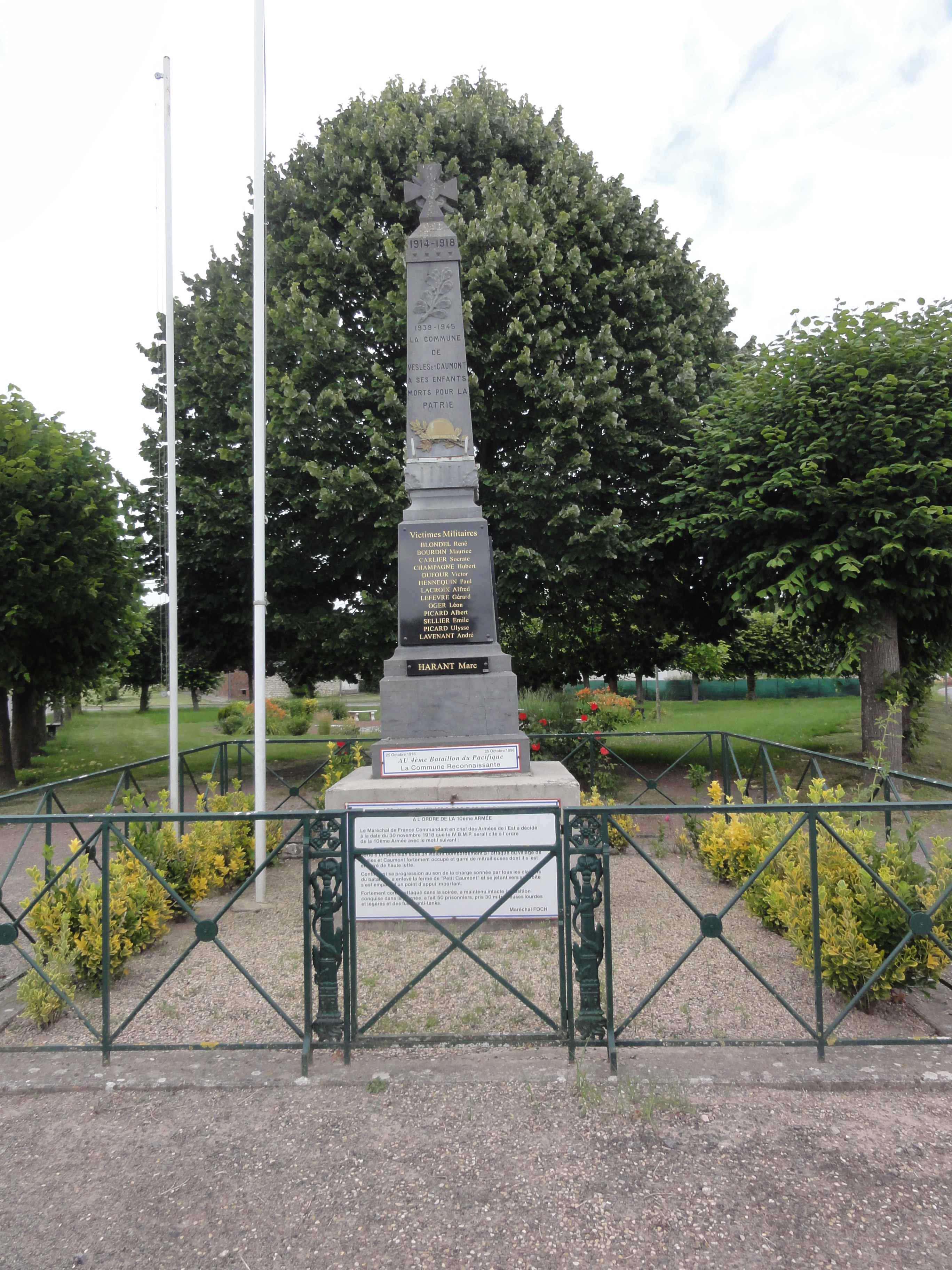
Monument aux morts.
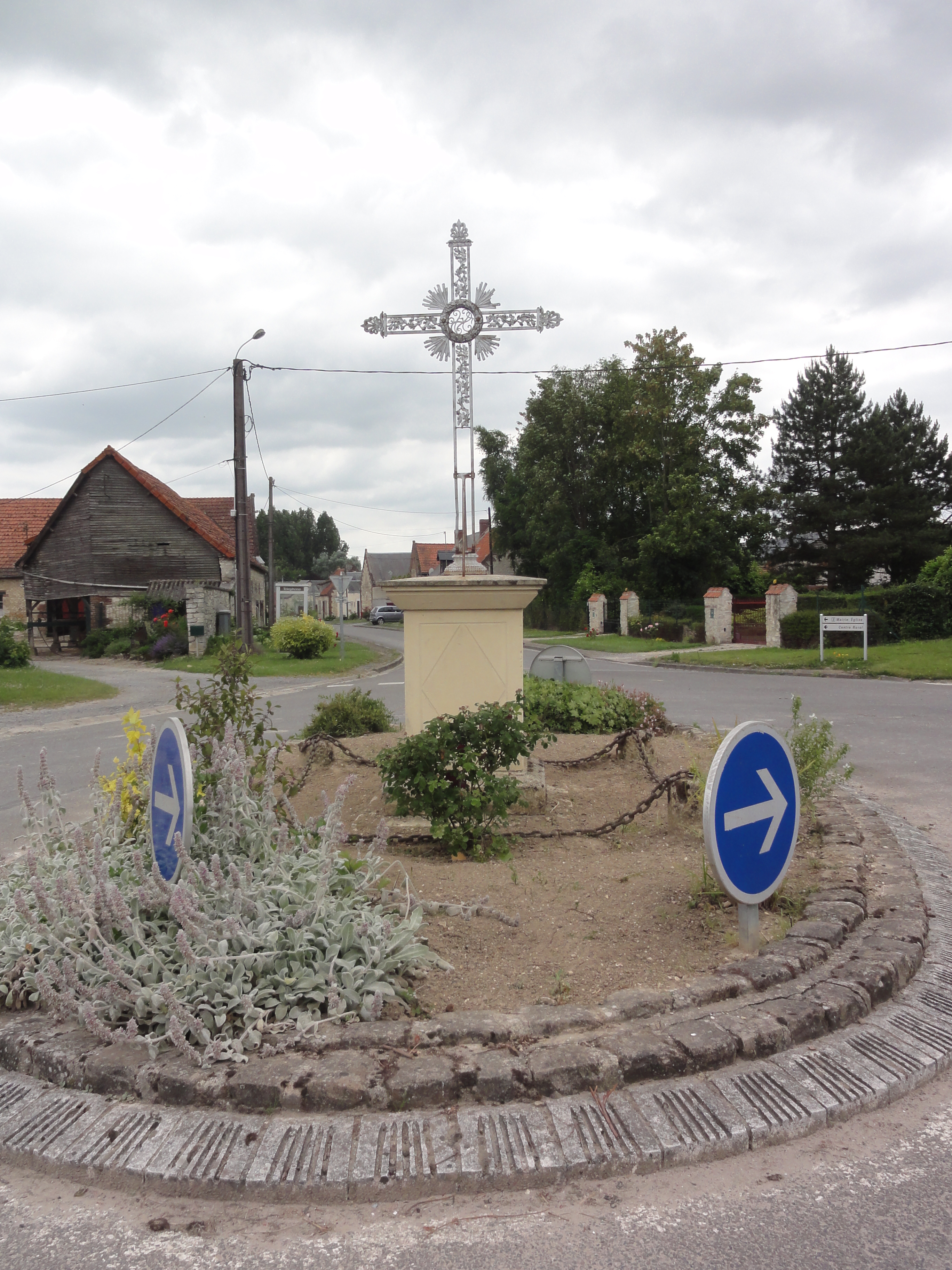
Calvaire du rond-point.
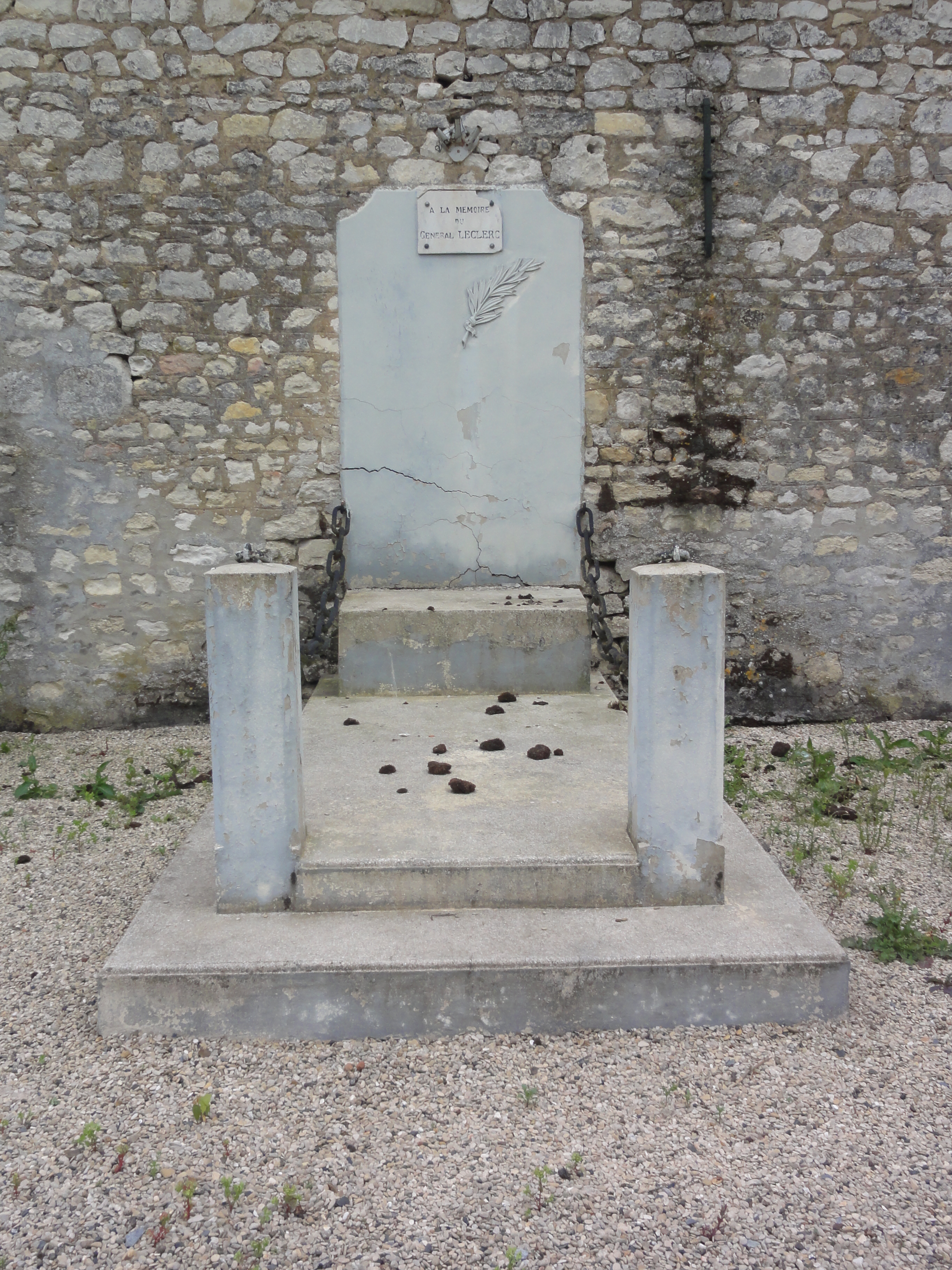
Mémorial général Leclerc.